# Samantha Morton
Samantha Jane Morton (Nottingham, 1977. május 13. –)  Golden Globe- és BAFTA-díjas brit színésznő, forgatókönyvíró, filmrendező.

## Pályafutása
Nottinghamben felnőve 1991-ben lépett színészi pályára, eleinte brit televíziós sorozatokban szerepelt. Az évtized közepétől filmekben is egyre nagyobb szerepeket kapott, például az Emma, a Jane Eyre (1997) és a Maszk nélkül (1997) című drámákban. Utóbbiban való alakításáért Woody Allen szerepet kínált a színésznőnek az 1999-es A világ második legjobb gitárosa című rendezésében – Mortont Oscar-díjra jelölték legjobb női mellékszereplő kategóriában, valamint ugyanebben a kategóriában elvihette a Golden Globe-díjat is.
A 2000-es években számos, kritikailag elismert művész- és független filmben játszott, mint például a Pandaemonium (2000), az Ellopott siker (2002) és a Kitartó szerelem (2004). 2002-es Amerikában című filmjéért megkapta második Oscar-jelölését is, ezúttal legjobb női főszereplő kategóriában. A 2002-es Különvélemény című filmmel szélesebb nézőközönség számára is ismert színésznővé vált. A Longford (2006) című, életrajzi témájú tévéfilmért televíziós BAFTA-díjra és Emmy-díjra jelölték, egy Golden Globe-díjat pedig neki ítéltek oda. A 2000-es évek második felében olyan filmekben szerepelt, mint az Elizabeth: Az aranykor (2007), a Kis-nagy világ (2008) és A harcmező hírnökei (2009). 
Rendezőként 2009-ben debütált Hányattatott sors című tévéfilmjével, mellyel egy televíziós BAFTA-díjat nyert.
A 2010-es években szerepeket játszott többek között a John Carter (2012), a Cosmopolis (2012), a Julie kisasszony (2014) és a Legendás állatok és megfigyelésük (2016) című filmekben. Látható továbbá a Rillington Place című BBC-sorozatban, a Kurtizánok kora című történelmi drámasorozatban és a  The Walking Deadben.

## Filmográfia

### Film
| Év   | Magyar cím                        | Eredeti cím                             | Szerep                 | Magyar hang         |
| ---- | --------------------------------- | --------------------------------------- | ---------------------- | ------------------- |
| 1997 | Íme a tenger                      | This Is the Sea                         | Hazel Stokes           |                     |
| 1997 | Maszk nélkül                      | Under the Skin                          | Iris Kelly             |                     |
| 1999 | A világ második legjobb gitárosa  | Sweet and Lowdown                       | Hattie                 |                     |
| 1999 | Az élet kalandja                  | Jesus' Son                              | Michelle               |                     |
| 1999 | Álomherceg                        | Dreaming of Joseph Lees                 | Eva                    |                     |
| 1999 | Az utolsó gyáva alak              | The Last Yellow                         | Jackie                 | Majsai-Nyilas Tünde |
| 2000 |                                   | Pandaemonium                            | Sara Coleridge         |                     |
| 2002 | Különvélemény                     | Minority Report                         | Agatha                 | Solecki Janka       |
| 2002 | Ellopott siker                    | Morvern Callar                          | Morvern                |                     |
| 2003 | Amerikában                        | In America                              | Sarah                  | Solecki Janka       |
| 2003 |                                   | Code 46                                 | Maria Gonzáles         |                     |
| 2004 | Kitartó szerelem                  | Enduring Love                           | Claire                 | Györgyi Anna        |
| 2005 |                                   | River Queen                             | Sarah O'Brian          |                     |
| 2005 | Rochester grófja – Pokoli kéj     | The Libertine                           | Elizabeth Barry        | Zsigmond Tamara     |
| 2005 | Lassie                            | Lassie                                  | Sarah Carraclough      | Nyírő Eszter        |
| 2006 | Szabadítsátok ki Jimmyt!          | Free Jimmy                              | Sonia (hangja)         | Dögei Éva           |
| 2007 | Parkolópályán                     | Expired                                 | Claire                 |                     |
| 2007 | Control                           | Control                                 | Deborah Curtis         | Solecki Janka       |
| 2007 | Elizabeth: Az aranykor            | Elizabeth: The Golden Age               | I. Mária skót királynő | Solecki Janka       |
| 2007 | Imitátorok                        | Mister Lonely                           | Marilyn Monroe         | Peller Anna         |
| 2008 | Kis-nagy világ                    | Synecdoche, New York                    | Hazel                  |                     |
| 2008 |                                   | The Daisy Chain                         | Martha Conroy          |                     |
| 2009 | A harcmező hírnökei               | The Messenger                           | Olivia Pitterson       | Roatis Andrea       |
| 2012 | John Carter                       | John Carter                             | Sola (hangja)          | Peller Anna         |
| 2012 | Cosmopolis                        | Cosmopolis                              | Vija Kinsky            | Mezei Kitty         |
| 2013 |                                   | Decoding Annie Parker                   | Anne Parker            |                     |
| 2013 | A szomszéd fiú                    | The Harvest                             | Katherine              |                     |
| 2014 | Julie kisasszony                  | Miss Julie                              | Kathleen               | Solecki Janka       |
| 2015 |                                   | Call Me Lucky (dokumentumfilm)          | önmaga                 |                     |
| 2016 | Legendás állatok és megfigyelésük | Fantastic Beasts and Where to Find Them | Mary Lou               | Kiss Eszter         |
| 2018 |                                   | Two for Joy                             | Aisha                  |                     |
| 2022 |                                   | Save the Cinema                         | Liz Evans              |                     |
| 2022 | A bálna                           | The Whale                               | Mary                   | Zsigmond Tamara     |
| 2022 | Azt mondta                        | She Said                                | Zelda Perkins          | Majsai-Nyilas Tünde |

### Televízió
| Év        | Magyar cím                               | Eredeti cím                           | Szerep                    | Megjegyzések                                                |
| --------- | ---------------------------------------- | ------------------------------------- | ------------------------- | ----------------------------------------------------------- |
| 1991      |                                          | Soldier Soldier                       | Clare Anderson            | 4 epizód                                                    |
| 1994      |                                          | Cracker                               | Joanne Barnes             | 2 epizód                                                    |
| 1995–1996 |                                          | Band of Gold                          | Naomi 'Tracey' Richardson | 12 epizód                                                   |
| 1996      | Emma                                     | Emma                                  | Harriet Smith             | - tévéfilm - magyar hangjai: - Madarász Éva - Roatis Andrea |
| 1997      | Tom Jones, egy talált gyermek históriája | The History of Tom Jones: A Foundling | Sophia Western            | 5 epizód                                                    |
| 1997      | Jane Eyre                                | Jane Eyre                             | Jane Eyre                 | tévéfilm                                                    |
| 2002–2013 | Max és Ruby                              | Max & Ruby                            | Ruby (hangja)             | 26 epizód                                                   |
| 2006      | Longford                                 | Longford                              | Myra Hindley              | tévéfilm                                                    |
| 2009      | Hányattatott sors                        | The Unloved                           | nem szerepel              | tévéfilm rendezője                                          |
| 2015      | Egy pohárka cider Rosie-val              | Cider with Rosie                      | Annie Lee                 | tévéfilm                                                    |
| 2015      |                                          | The Last Panthers                     | Naomi                     | 6 epizód                                                    |
| 2016      |                                          | Rillington Place                      | Ethel Christie            | 3 epizód                                                    |
| 2017–2018 | Kurtizánok kora                          | Harlots                               | Margaret Wells            | 16epizód                                                    |
| 2019–2020 | The Walking Dead                         | The Walking Dead                      | Alpha                     | 19 epizód                                                   |
| 2019      |                                          | I Am Kirsty                           | Kirsty                    | tévéfilm                                                    |
| 2022      |                                          | Tales of the Walking Dead             | Dee                       | 1 epizód                                                    |
| 2022–     |                                          | The Serpent Queen                     | Medici Katalin            | 8 epizód                                                    |
| 2023      |                                          | The Burning Girls                     | Brooks tiszteletes        | minisorozat (6 epizód)                                      |

## Fordítás
- Ez a szócikk részben vagy egészben  a   Samantha Morton című angol Wikipédia-szócikk fordításán alapul.  Az eredeti cikk szerkesztőit annak laptörténete sorolja fel. Ez a jelzés csupán a megfogalmazás eredetét és a szerzői jogokat jelzi, nem szolgál a cikkben szereplő információk forrásmegjelöléseként.